# Палацо ди Бизано (Болоња)
Палацо ди Бизано (итал. Palazzo di Bisano) је насеље у Италији у округу Болоња, региону Емилија-Ромања.
Према процени из 2011. у насељу је живело 47 становника. Насеље се налази на надморској висини од 258 м.